# Ana Hickmann
Ana Lúcia Hickmann (Santa Cruz do Sul, 1 de março de 1981) é uma apresentadora, empresária e ex-modelo brasileira. Atualmente apresenta o programa Hoje em Dia, na Record. Foi eleita pela revista GQ Itália uma das 10 mulheres mais bonitas do mundo em 2001. 

## Biografia
Descendente de alemães, Hickmann nasceu e cresceu na cidade de Santa Cruz do Sul, interior do Rio Grande do Sul, no bairro Linha João Alves. É a mais velha de cinco irmãos e teve uma criação simples. Em entrevista ao programa Domingo Espetacular, Hickmann afirmou ter tido uma relação conflituosa com o pai, o qual, segundo a apresentadora, já foi agressivo tanto com sua mãe quanto com ela e os demais filhos, a ponto de fazer ela cogitar sair de casa aos treze anos com os irmãos caso a mãe não tomasse providências.
Além do seu português nativo, Hickmann fala inglês, italiano e francês.

## Carreira

### Modelo
Em 1996, Hickmann saiu da cidade de Santa Cruz do Sul rumo a São Paulo, com apenas quinze anos. O objetivo era acompanhar algumas amigas que sonhavam com a carreira de modelo, sem ao menos fazer ideia do que realmente se tratava. Foi a única do grupo que conseguiu seguir na profissão.
Hickmann marcou presença em diversas revistas da moda e comerciais no mundo inteiro e seu nome está associado a empresas de renome mundial. Hoje conta com onze licenciados, divididos em várias categorias.
Em julho de 2001, Ana foi eleita pela revista GQ Itália como uma das 10 mulheres mais bonitas do mundo. Foi eleita em 2004 como a 47° na lista de "100 mulheres mais sensuais" da revista MaxMen e na 85.ª posição, em 2005. Atualmente, Hickmann faz parte do casting da agência "Ten Model". [carece de fontes?] Fez campanhas publicitárias para diversas marcas e foi considerada pela revista Vogue brasileira como uma das dez mulheres mais bonitas do Brasil de todos os tempos.

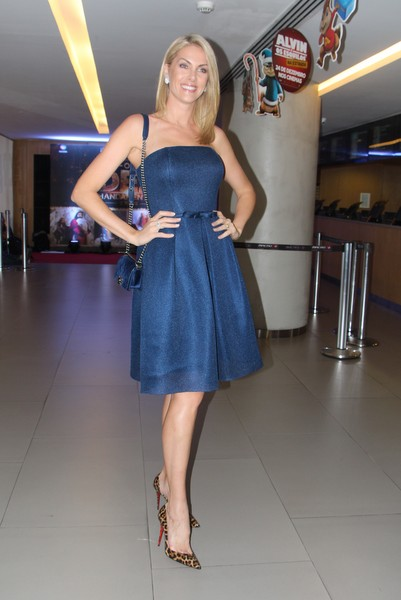
Hickmann em 2011

Ela sempre almejou ganhar o mundo e ser independente. Passou por dificuldades no início da carreira, mas em 1998 iniciou carreira no exterior, partindo para Paris. Desfilou para marcas como Kenzo, Hanae Mori, Emanuel Ungaro, Leonard, Lolita Lempika, YSL, Yohji Yamamoto, assim como para outros grandes estilistas. Foi também na França que Ana teve a chance de fazer a sua primeira campanha mundial: Wella. Fez grandes trabalhos para L'Oréal e Schwarzkopf. Essa temporada na Europa lhe rendeu desfiles em Milão (Giorgio Armani, Roberto Cavalli, Lorenzo Riva, Gai Mattiolo) e campanhas como La Perla e Golden Lady.
No ano seguinte mudou-se para os Estados Unidos. Foram seis anos e meio vivendo em Nova Iorque. O começo na América do Norte não foi muito fácil. No primeiro ano só realizou alguns trabalhos comerciais, mas, logo em seguida, graças ao seu agente Paolo Zampolli da agência ID, fez suas primeiras capas internacionais (GQ, Cosmopolitan Gear e Zink) e vários outros editoriais para as mesmas e para as revistas Marie Claire (América) e Allure. Trabalhou com fotógrafos como Patrick Demarchelier, Helmut Newton, Pascal Chevalier, Antuani Verglas, entre outros.[carece de fontes?]
Em 2002, assinou um contrato com a Victoria's Secret e desfilou no Victoria's Secret Fashion Show daquele ano. Ela também participou do vídeo "What is Sexy?" da grife dirigido por Michael Bay.
Foi eleita pela revista Criativa uma das 25 mulheres mais criativas de 2007.
Hickmann também é conhecida por ser a modelo com as pernas mais longas do mundo, com 1 metro e 20 centímetros de comprimento, tendo feito parte do Guinness Book nessa categoria em 2000. Em março de 2009, foi citada pelo jornal inglês The Sun como a mulher que tem as pernas mais longas do mundo da moda.
Também estrelou em comerciais para Tic Tac, Volkswagen, LG, Sensodyne, Batavo, Casas Bahia, Rommanel, Marcyn, Equus, Vizzano, Recco, Beauty Color, Bradesco, Britânia, Óticas Carol, Móveis Bartira, Óticas Diniz, entre outros.
Suas referências como modelo são Shirley Mallmann e Stephanie Seymour.

### Televisão
Em 2004, Ana recebeu um convite do renomado jornalista Paulo Henrique Amorim para apresentar uma coluna de moda no programa Tudo a Ver da Rede Record. Com o apoio de Paulo na televisão, também assumiu o papel de repórter no programa Domingo Espetacular. Sua habilidade diante das câmeras e a audiência positiva do programa chamaram a atenção dos executivos da Record, elevando sua visibilidade na emissora.
Em agosto de 2005, Ana passou a apresentar o programa Hoje em Dia, ao lado de Britto Júnior e Edu Guedes. O Jogador em 2007, game show também da Rede Record, teve Ana e Britto Júnior como apresentadores.
Em julho de 2009, deixou a atração Hoje em Dia e passou a comandar o programa Tudo É Possível, no lugar de Eliana, que saiu do ar no fim de 2012. Em setembro de 2012, assumiu o Programa da Tarde ao lado de Britto Júnior e Ticiane Pinheiro. Em janeiro de 2015 deixou o Programa da Tarde e retornou ao Hoje em Dia, ao lado de César Filho, Ticiane Pinheiro e Renata Alves.

### Empresária
Sua marca AH foi lançada em 2002, com um convite da Vizzano para que Ana criasse uma coleção de sapatos com seu nome. O catálogo da marca inclui linhas de roupas, perfumes, bolsas, óculos, joias, relógios, calçados e cosméticos. Em 2005, a marca movimentou 70 milhões de reais, número que cresce 50% ao ano. Atualmente, a marca com o nome de Ana Hickmann fatura R$ 400 milhões por ano com produtos licenciados que incluem biquínis, óculos, máquinas fotográficas, jeans e malharias, roupas de fitness, guarda-chuvas e cosméticos para profissionais. Sua linha de esmaltes vendeu mais de 6 milhões de unidades em 2014. A linha de óculos Ana Hickmann Eyewear é vendida em mais de 55 países entre Europa, Ásia e o continente americano.
Em 2013, inaugurou sua primeira loja física, Ana Hickmann Outlet na Lapa, em São Paulo. Em 2016, inaugurou a loja Ana Hickmann Collection em Bauru, no interior de São Paulo. Atualmente, a grife conta com seis lojas entre os estados de São Paulo e Paraná.
Em julho de 2016, Ana fechou uma parceria com a empresa Jequiti, de Silvio Santos, para distribuir sua linha de perfumes. O primeiro perfume a ser lançado foi o Elegance.
Hickmann lançou o seu primeiro canal no YouTube em 2 de maio de 2017.

## Vida pessoal

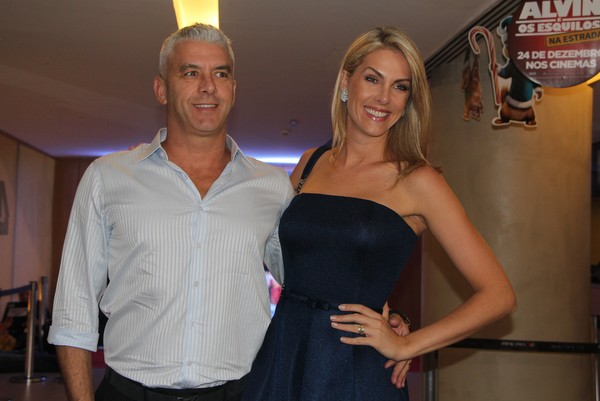
Hickmann e o ex-marido Alexandre Corrêa em janeiro de 2016

No dia 14 de fevereiro de 1998, Ana Hickmann casou no civil oficialmente, com a autorização e assinatura dos pais, por ser menor de idade, com o empresário Alexandre Corrêa aos 16 anos, que na época era seu agente.
Em agosto de 2013, Hickmann anunciou oficialmente no programa Domingo Espetacular da emissora RecordTV que estava grávida do seu primeiro filho. Como não conseguia engravidar de forma natural, onde passou anos em tratamentos sem respostas, decidiu tentar mais uma vez a fertilização in vitro. Três semanas após o início deste tratamento, a apresentadora descobriu que estava esperando um bebê. Em 7 de março de 2014, ela deu à luz Alexandre Júnior.
Hickmann também é blogueira do R7. Ela gasta 15 mil reais por mês para monitorar tudo que é feito na internet. Ana é proprietária de uma mansão avaliada em R$ 20 milhões de reais no condomínio de luxo City Castelo na cidade de Itu no interior do Estado de São Paulo, onde chegou a gravar um reality show especial para o seu programa Tudo É Possível.
No dia 31 de janeiro de 2019, João Hickmann, seu pai, morreu de diabetes em Santa Cruz do Sul, no Rio Grande do Sul, aos 59 anos.
Em novembro de 2023, Ana foi agredida pelo marido Alexandre e logo pediu o divórcio. Somente em maio de 2024, a separação legal  foi concedida.
Em janeiro de 2024, iniciou um relacionamento com o culinarista e apresentador de televisão Edu Guedes. Em junho eles ficaram noivos.

### Tentativa de assassinato
No começo da tarde de 21 de maio de 2016, a apresentadora foi vítima de uma tentativa de homicídio por um fã obcecado, chamado Rodrigo Augusto de Pádua em um hotel de luxo da cidade de Belo Horizonte. O agressor foi morto no local pelo cunhado de Ana, e sua assessora, também sua cunhada, foi baleada.
Rodrigo teria planejado o crime com antecedência, pois vendeu as suas coisas e, usando o cartão de crédito do pai, se hospedou no quarto 1305, no 13º andar do luxuoso hotel Ceasar Business, em Belo Horizonte, mesmo hotel onde Ana Hickmann estava hospedada, pois naquele dia ela lançaria sua coleção de roupas na cidade. Em sua página no Twitter, o criminoso havia postado no dia 7 de maio de 2015 uma frase marcando Ana: "Que Deus tenha piedade da sua alma".
Por volta de 14h do dia 21 de maio de 2016, no corredor do 9º andar do hotel, Rodrigo abordou o cunhado de Ana Hickmann, Gustavo Corrêa, com um revolver calibre 38 (com numeração raspada) e o obrigou a levá-lo até o quarto de Ana. O cabeleireiro Júlio Figueiredo conta que, ao chegar ao 9° andar, deparou-se com o cunhado e o fã da modelo.
"O Rodrigo abordou o Gustavo e foi andando com ele para o quarto e eu fui atrás. Eles entraram no quarto, fecharam a porta e não me deixaram entrar".
Ele também afirma que tocou a campanha mas não obteve resposta, e entrou começou a ouvir a discussão e começou a gravar com seu telefone. Dentro do quarto, Rodrigo obrigou Ana Hickmann, seu cunhado e sua assessora Giovana Oliveira (que também é mulher de Gustavo) a se sentarem de costas para ele. Em seguida, o agressor começou a destratar Ana com palavras pejorativas e de baixo calão, além de dizer frases desconexas. Rodrigo efetuou dois disparos na direção da apresentadora, mas os tiros acabaram atingindo Giovana Oliveira no braço e no abdômen. Com os disparos, Gustavo começou a lutar com Rodrigo e mandou Ana e Giovana deixarem o quarto, neste momento eles tiveram ajuda do cabelereiro para sair do andar. Segundo Gustavo, durante a luta corporal foram feitos três disparos que atingiram Rodrigo, dois na nuca e outro no braço. Rodrigo acabou morrendo no local. Logo depois, Gustavo desceu até a portaria onde entregou a arma para um segurança, avisou sobre o ocorrido e pediu para chamarem a polícia.
Giovana foi encaminhada para o hospital Biocor, no bairro Vila da Serra, também na região Centro-Sul de Belo Horizonte onde passou por um processo cirúrgico que durou cinco horas. Seu estado de saúde é estável e segue sem previsão de alta. Já Ana Hickmann prestou depoimento na Delegacia Especializada de Homicídios, no bairro Bonfim, região Noroeste da capital de Minas Gerais. A policia vai investigar a morte de Rodrigo como legítima defesa. No dia seguinte ao ataque, a apresentadora concedeu uma entrevistas ao programa Domingo Espetacular explicando o que viveu durante o sequestro:
"É difícil de acreditar que aquela imagem, a cena, as palavras, os tiros, que tudo aquilo aconteceu. Parece cena de filme. Na hora em que ele entrou, a primeira coisa que passou na minha cabeça foi 'é um assalto, um arrastão'. Eu estava até esperando outras pessoas entrarem atrás para levar tudo que a gente tivesse de pertence, porque, afinal de contas, é um hotel, passam muitos executivos por ali, muita gente. Eu estava pronta para falar: 'Eu tenho celular, tem quatro, cinco celulares aqui, tem computador, leva tudo, pode levar, leva tudo'. Eu estava pronta para fazer isso. Só que ele veio para cima de mim e começou a me ofender, a me humilhar e falar que me conhecia, que eu sabia quem ele era. Por uma graça de Deus, meu marido e meu filho não estavam presentes", disse.
O corpo de Rodrigo Augusto de Pádua foi sepultado no Cemitério Municipal de Juiz de Fora, na manhã do dia 23 por volta das 10h. A mãe dele foi a única parente a se manifestar: "É uma fatalidade o que aconteceu. O destino foi muito cruel. Tirou o meu filho, o meu caçula que eu amava tanto. Agora ele vai ficar no meu coração".

#### Gravações
No dia 22 de maio de 2016, o programa Domingo Espetacular exibiu com exclusividade um áudio do momento da discussão ocorreu antes dos disparos. O áudio foi feito pelo celular de um cabeleireiro de Ana. Ele estava do lado de fora do quarto quando percebeu a movimentação estranha e começou a gravar. No registro, é possível escutar a discussão, os diversos xingamentos dirigidos à apresentadora, também é possível escutar o momento onde Rodrigo manda o três sentar de costas, Ana Hickmann questionando o fã e tentando entender o que estava acontecendo, Rodrigo afirmando que a apresentadora teria acabado com a vida dele e também diz que teria sido Deus que teria apontado a ele onde Ana Hickmann estava hospedada. O áudio não capta os disparos feitos dentro do quarto.
No dia 23 de maio de 2016, a Polícia Civil divulgou vídeos do circuito de segurança do hotel que mostram Gustavo Corrêa (o cunhado de Hickmann), chegando à recepção do hotel com a arma na mão às 14h12 do dia 21. A todo momento, ele conversa ao telefone. E depois, um segurança aparece e recolhe o revólver em um saco plástico.

### Agressão do marido
No dia 11 de novembro de 2023, a apresentadora registrou um boletim de ocorrência, acusando o marido, Alexandre Côrrea, de agressão naquela tarde na casa da família em Itu, no interior de São Paulo. À polícia, ela relatou que estava conversando com o filho, de 10 anos, na cozinha da casa quando Alexandre ouviu, não gostou do conteúdo da conversa e começou uma discussão com a apresentadora (posteriormente, em sua primeira entrevista após a denúncia, Hickmann relatou que a conversa estava relacionada com mudanças que poderiam ocorrer na vida da família, muito por conta de dívidas causadas pelo próprio Alexandre, que, segundo a apresentadora, interrompeu a conversa acusando-a de mentir.). A criança, assustada, teria saído correndo do ambiente. 
Segundo o boletim de ocorrência, Alexandre teria empurrado a esposa contra a parede e ameaçado dar cabeçadas nela – acusação que ele negou nas redes sociais. Ao tentar pegar seu celular, que estava em uma mesa, Alexandre teria fechado a porta da cozinha, atingindo Ana Hickmann no braço. Nesse momento, segundo o boletim, a apresentadora trancou o marido para fora do cômodo, afirmando, mais tarde, que um de seus cachorros, assustado, a protegeu e a ajudou a expulsá-lo. Foi quando conseguiu chamar a polícia. Quando a Polícia Militar chegou, Alexandre não estava mais no local.
Na delegacia, ao prestar depoimento e registrar o boletim de ocorrência, Hickmann recusou as medidas protetivas previstas na Lei Maria de Penha; porém, mais tarde, a apresentadora, com base na lei, entrou com um pedido de divórcio.
O jornalista independente Ricardo Feltrin em seu canal no Youtube, tem demonstrado vários desmembramentos desses processos com provas e descrições detalhadas, onde nada do que ela declarou se provou verdade, ela reconheceu assinaturas falsificadas e a mesma tem se recusado a cumprir várias decisões judiciais já determinadas. 
Em 2 de junho de 2025, Alexandre Correa foi condenado a três anos de detenção por ofensas ao apresentador e chef de cozinha Edu Guedes, atual marido da apresentadora.

## Filmografia

### Televisão
| Ano           | Título                  | Cargo         | Nota                   | Emissora |
| ------------- | ----------------------- | ------------- | ---------------------- | -------- |
| 2004–2005     | Tudo a Ver              | Colunista     |                        | Record   |
| 2004–2005     | Domingo Espetacular     | Repórter      |                        | Record   |
| 2005–2009     | Hoje em Dia             | Apresentadora |                        | Record   |
| 2006          | Prova de Amor           | Ela mesma     |                        | Record   |
| 2007–2008     | O Jogador               | Apresentadora |                        | Record   |
| 2009–2012     | Tudo É Possível         | Apresentadora |                        | Record   |
| 2012–2014     | Programa da Tarde       | Apresentadora |                        | Record   |
| 2015–presente | Hoje em Dia             | Apresentadora |                        | Record   |
| 2018          | Família Record          | Apresentadora | Especial de Fim de Ano | Record   |
| 2021–2022     | Teleton                 | Apresentadora |                        | SBT      |
| 2023          | Especial Record 70 Anos | Apresentadora | Especial de Fim de Ano | Record   |

### Internet
| Ano             | Título             | Cargo         | Plataforma |
| --------------- | ------------------ | ------------- | ---------- |
| 2017 – presente | Canal Ana Hickmann | Apresentadora | YouTube    |

## Prêmios e indicações
| Ano  | Prêmio                    | Categoria                               | Trabalho          | Resultado |
| ---- | ------------------------- | --------------------------------------- | ----------------- | --------- |
| 2008 | Prêmio Qualidade Brasil   | Melhor Apresentadora                    | Hoje em Dia       | Venceu    |
| 2009 | Prêmio Extra de Televisão | Melhor Apresentador                     | Tudo É Possível   | Indicado  |
| 2010 | Troféu Imprensa           | Melhor Apresentadora ou Animadora de TV | Tudo É Possível   | Indicado  |
| 2011 | Troféu Imprensa           | Melhor Apresentadora ou Animadora de TV | Tudo É Possível   | Indicado  |
| 2012 | Troféu Imprensa           | Melhor Apresentadora ou Animadora de TV | Tudo É Possível   | Indicado  |
| 2013 | Troféu Imprensa           | Melhor Apresentadora ou Animadora de TV | Programa da Tarde | Indicado  |
| 2014 | Troféu Internet           | Melhor Apresentadora ou Animadora de TV | Programa da Tarde | Indicado  |
| 2015 | Troféu Internet           | Melhor Apresentadora ou Animadora de TV | Programa da Tarde | Indicado  |
| 2015 | Prêmio Quem de Televisão  | Melhor Apresentador                     | Hoje em Dia       | Indicado  |
| 2022 | Prêmio iBest              | Influenciador Rio Grande do Sul         | Ana Hickmann      | Pendente  |